# Patrício da Silva
Patrício da Silva O.S.A. (Marrazes, 15 de Setembro ou 5 de Outubro de 1756 — Lisboa, 3 de Janeiro de 1840) foi o sétimo Patriarca de Lisboa com o nome de D. Patrício I, tendo também sido Bispo de Castelo Branco, Arcebispo de Évora e ministro do Reino de Portugal.

## Biografia
Nascido no lugar dos Pinheiros, em Leiria, era filho de Jacinto da Fonseca e Silva de Oliveira e de sua mulher Maria Teresa Inácia de Jesus de Sousa e irmão duma ascendente da mulher do 1.º Visconde da Barreira. Cedo ingressou na Ordem dos Agostinhos. Foi doutor e lente da Faculdade de Teologia na Universidade de Coimbra e Sócio da prestigiada Academia das Ciências de Lisboa. Todo este percurso valeu-lhe uma notável carreira eclesiástica. Em 1818 foi nomeado Bispo de Castelo Branco, mas não chegou a tomar posse porque a 3 de Maio do ano seguinte foi nomeado para 18.º Arcebispo Metropolitano de Évora.
Em Évora levou a cabo uma importante visita pastoral a toda a Arquidiocese, tendo também obtido grandes privilégios para o cabido da sua Sé.
Em 1824 foi nomeado Cardeal. Viria a ser nomeado Patriarca de Lisboa em 13 de Março de 1826.
Durante a Abrilada, o rei D. João VI nomeou-o ministro e secretário do Ministério dos Negócios Eclesiásticos e da Justiça, cargo que exerceu entre 14 de Maio de 1824 e 15 de Janeiro de 1825.
Durante a Guerra Civil Portuguesa D. Frei Patrício não foi incomodado pelos Miguelistas nem pelos Liberais devido à alta consideração que lhe tinham. Mas, quando o estado do Reino se agrava, D. Frei Patrício publica uma Carta Pastoral a mandar rezar por El-Rei D. Miguel I, qual «novo David suscitado entre nós pelo Céu misericordioso...» (19 de Setembro de 1828).
O poder do Rei D. Miguel I enfraquece e o Cardeal autoriza, a 23 de Julho de 1833, o clero regular e secular a armar-se para ajudar as tropas de contra as forças do Duque da Terceira. No dia seguinte, a 24 de Julho de 1833, o exército liberal entra em Lisboa e D. Maria II é aclamada Rainha. D. Frei Patrício não é incomodado devido à sua idade apesar das posições anteriormente tomadas. Dias depois, a 30 de Julho de 1833, o Cardeal publica uma Pastoral a todo o clero e fiéis sobre a mudança do governo em Lisboa e a restituição da autoridade de D. Maria II.
O estado decadente da economia do país e as novas ideias liberais anticlericais levaram à extinção do Colégio Patriarcal de Lisboa a 4 de Fevereiro de 1834, do Seminário de Santarém a 18 de Maio de 1834 e das Ordens Religiosas a 28 de Maio de 1834. No meio desta grande confusão, D. Frei Patrício retira-se para o Mosteiro de São Vicente de Fora para evitar despesas e aí terminou os seus dias.
Até ao final da vida, foi Conselheiro do Reino. Ainda baptizou o futuro rei D. Pedro V de Portugal, segundo o antigo ritual dos baptizados reais a 16 de Setembro de 1837.
Morreu em 3 de Janeiro de 1840. Desde meados do século XX que o seu corpo se encontra no Panteão dos Patriarcas de Lisboa.